# Nogometni klub Istra 1961 2024-2025
Questa voce raccoglie le informazioni riguardanti il Nogometni klub Istra 1961 nelle competizioni ufficiali della stagione 2024-2025.

## Rosa
| N. |                                 | Ruolo | Calciatore            |
| -- | ------------------------------- | ----- | --------------------- |
| 1  | Croazia (bandiera)              | P     | Franko Kolić          |
| 4  | Austria (bandiera)              | D     | Dario Maresic         |
| 5  | Finlandia (bandiera)            | D     | Ville Koski           |
| 6  | Islanda (bandiera)              | C     | Logi Hrafn Róbertsson |
| 7  | Croazia (bandiera)              | C     | Slavko Blagojević     |
| 8  | Croazia (bandiera)              | C     | Antonio Maurić        |
| 9  | Bosnia ed Erzegovina (bandiera) | A     | Hamza Jaganjac        |
| 11 | Croazia (bandiera)              | A     | Mateo Lisica          |
| 12 | Croazia (bandiera)              | P     | Marko Juršić          |
| 16 | Croazia (bandiera)              | D     | Luka Bogdan           |
| 17 | Camerun (bandiera)              | D     | Stephane Keller       |
| 18 | Nigeria (bandiera)              | C     | Israel Isaac Ayuma    |
| 21 | Croazia (bandiera)              | P     | Lovro Majkić          |

| N. |                                 | Ruolo | Calciatore       |
| -- | ------------------------------- | ----- | ---------------- |
| 22 | Islanda (bandiera)              | A     | Danijel Djurić   |
| 23 | Croazia (bandiera)              | D     | Moris Valinčić   |
| 24 | Bosnia ed Erzegovina (bandiera) | A     | Vinko Rozić      |
| 26 | Germania (bandiera)             | D     | Marcel Heister   |
| 27 | Croazia (bandiera)              | C     | Ivan Ćalušić     |
| 29 | Georgia (bandiera)              | A     | Giorgi Gagua     |
| 30 | Croazia (bandiera)              | C     | Josip Radošević  |
| 36 | Bosnia ed Erzegovina (bandiera) | C     | Irfan Ramić      |
| 38 | Croazia (bandiera)              | D     | Raul Kumar       |
| 44 | Bosnia ed Erzegovina (bandiera) | C     | Stjepan Lončar   |
| 57 | Croazia (bandiera)              | A     | Kristian Fućak   |
| 70 | Nigeria (bandiera)              | A     | Salim Fago Lawal |
| 97 | Bosnia ed Erzegovina (bandiera) | D     | Advan Kadušić    |

## Risultati

### HNL
| Arbitro: | Mario Zebec |

|                                                                         |           |  |
| Hoxha 13’ Théophile-Catherine 19’ Kulenović 28’, 49’ Pierre-Gabriel 79’ | Marcatori |  |

| Arbitro: | Ante Terzić |

|                                   |           |           |
| Marešić 71’ (rig.) Petrusenko 89’ | Marcatori | 84’ Kolar |

| Arbitro: | Toni Dadić |

|                                            |           |  |
| Rukavina 19’ Pašalić 24’ Ivanović 28’, 66’ | Marcatori |  |

| Arbitro: | Tihomir Pejin |

|            |           |            |
| Heister 1’ | Marcatori | 60’ Livaja |

| Arbitro: | Dario Bel |

|  |           |          |
|  | Marcatori | 30’ Čuić |

| Arbitro: | Ante Terzić |

|  |           |                  |
|  | Marcatori | 28’, 86’ Goričan |

| Arbitro: | Mateo Erceg |

|            |           |  |
| Belcar 78’ | Marcatori |  |

| Šibenik 27 settembre 2024, ore 18:00 CEST (UTC+2) 8ª giornata | Sebenico      | 0 – 0 referto | Istria 1961 | Stadio Šubićevac (2 004 spett.)\| Arbitro: \| Tihomir Pejin \| |
| Arbitro:                                                      | Tihomir Pejin |               |             |                                                                |

| Arbitro: | Mateo Erceg |

|                                |           |           |
| Jelenić 12’ (aut.), 22’ (aut.) | Marcatori | 88’ Soldo |

| Arbitro: | Dario Bel |

|                         |           |                                |
| Lisica 43’ Lekweiry 53’ | Marcatori | 52’ Ademi 80’ (rig.) Kulenović |

| Arbitro: | Ante Čulina |

|            |           |  |
| Šlogar 84’ | Marcatori |  |

| Arbitro: | Mateo Erceg |

|  |           |          |
|  | Marcatori | 77’ Fruk |

| Arbitro: | Toni Dadić |

|              |           |            |
| Benrahou 85’ | Marcatori | 67’ Lisica |

| Arbitro: | Ante Terzić |

|                      |           |                                  |
| Lisica 25’ Gagua 78’ | Marcatori | 38’ Lepinjica 70’ Boras 89’ Šuto |

| Arbitro: | Tihomir Pejin |

|               |           |                        |
| Mudražija 83’ | Marcatori | 3’ Marešić 45+1’ Lawal |

| Pola 7 dicembre 2024, ore 15:00 CET (UTC+1) 16ª giornata | Istria 1961 | 0 – 0 referto | Varaždin | Stadio Aldo Drosina (1 019 spett.)\| Arbitro: \| Ante Čulina \| |
| Arbitro:                                                 | Ante Čulina |               |          |                                                                 |

| Arbitro: | Zdenko Lovrić |

|                                          |           |                                   |
| Lekweiry 7’ Santini 58’ (aut.) Lawal 85’ | Marcatori | 20’ Gržan 29’ Perić 90+4’ Kulušić |

| Arbitro: | Antonio Melnjak |

|                       |           |                        |
| Živković 64’ Lima 66’ | Marcatori | 38’ Lekweiry 59’ Gagua |

| Arbitro: | Patrik Kolarić |

|                                          |           |           |
| Kulenović 21’ Baturina 49’ Stojković 61’ | Marcatori | 26’ Rozić |

| Pola 31 gennaio 2025, ore 17:00 CET (UTC+1) 20ª giornata | Istria 1961 | 0 – 0 referto | HNK Gorica | Stadio Aldo Drosina (1 068 spett.)\| Arbitro: \| Mario Zebec \| |
| Arbitro:                                                 | Mario Zebec |               |            |                                                                 |

| Arbitro: | Oliver Romić |

|  |           |           |
|  | Marcatori | 38’ Gagua |

| Arbitro: | Igor Pajač |

|           |           |             |
| Rozić 13’ | Marcatori | 29’ Sanyang |

| Koprivnica 23 febbraio 2025, ore 17:30 CET (UTC+1) 23ª giornata | Slaven Belupo   | 0 – 0 referto | Istria 1961 | Gradski stadion (977 spett.)\| Arbitro: \| Antonio Melnjak \| |
| Arbitro:                                                        | Antonio Melnjak |               |             |                                                               |

| Arbitro: | Zdenko Lovrić |

|                                 |           |                           |
| Fućak 18’ Lončar 26’ Lisica 42’ | Marcatori | 16’ (rig.), 58’ Mudražija |

| Varaždin 8 marzo 2025, ore 15:00 CET (UTC+1) 25ª giornata | Varaždin    | 0 – 0 referto | Istria 1961 | Stadio Varteks (1 086 spett.)\| Arbitro: \| Ante Terzić \| |
| Arbitro:                                                  | Ante Terzić |               |             |                                                            |

| Arbitro: | Tihomir Pejin |

|            |           |  |
| Kavelj 17’ | Marcatori |  |

| Arbitro: | Duje Strukan |

|                       |           |            |
| Lawal 45’ Rozić 90+3’ | Marcatori | 68’ Fortes |

| Arbitro: | Mateo Erceg |

|                                          |           |  |
| Lončar 22’ Torrente 53’ (aut.) Lawal 68’ | Marcatori |  |

| Arbitro: | Tihomir Pejin |

|                               |           |                         |
| Šlogar 19’ Čuić 31’ Kolar 81’ | Marcatori | 13’ Lončar 17’ Valinčić |

| Arbitro: | Dario Bel |

|                     |           |  |
| Lawal 28’ Rozić 70’ | Marcatori |  |

| Arbitro: | Mateo Erceg (Benkovac) |

|  |           |           |
|  | Marcatori | 35’ Rozić |

| Arbitro: | Patrik Pavlešić |

|            |           |                 |
| Lončar 22’ | Marcatori | 29’ Nestorovski |

| Zagabria 3 maggio 2025, ore 18:45 CEST (UTC+2) 33ª giornata | Lokomotiva Zagabria | 0 – 0 referto | Istria 1961 | Stadion Maksimir (340 spett.)\| Arbitro: \| Antonio Melnjak \| |
| Arbitro:                                                    | Antonio Melnjak     |               |             |                                                                |

| Pola 11 maggio 2025, ore 18:15 CEST (UTC+2) 34ª giornata | Istria 1961 | 0 – 0 referto | Varaždin | Stadio Aldo Drosina (4 743 spett.)\| Arbitro: \| Mateo Erceg \| |
| Arbitro:                                                 | Mateo Erceg |               |          |                                                                 |

| Arbitro: | Tihomir Pejin |

|                         |           |  |
| Rozić 2’, 4’ Lončar 72’ | Marcatori |  |

| Arbitro: | Ante Terzić |

|            |           |                    |
| Fortes 55’ | Marcatori | 37’ (rig.) Marešić |

### Coppa di Croazia
| Arbitro: | Antonio Škobić |

|  |           |                             |
|  | Marcatori | 70’ (rig.) Marešić 81’ Čuić |

| Arbitro: | Ante Terzić |

|                 |           |                         |
| Srbljinović 54’ | Marcatori | 23’ Lekweiry 60’ Bogdan |

| Arbitro: | Patrik Kolarić |

|                                  |           |  |
| Lawal 2’ Maurić 12’ Lisica 45+1’ | Marcatori |  |

| Arbitro: | Igor Pajač |

|          |           |  |
| Fruk 86’ | Marcatori |  |